# بورت دو فرساي (مترو باريس)
بورت دو فرساي (بالفرنسية: Porte de Versailles)‏ هي محطة مترو تابعة لمترو باريس تقع في فرنسا في الدائرة الخامسة عشرة في باريس.[بحاجة لمصدر]

## معرض صور

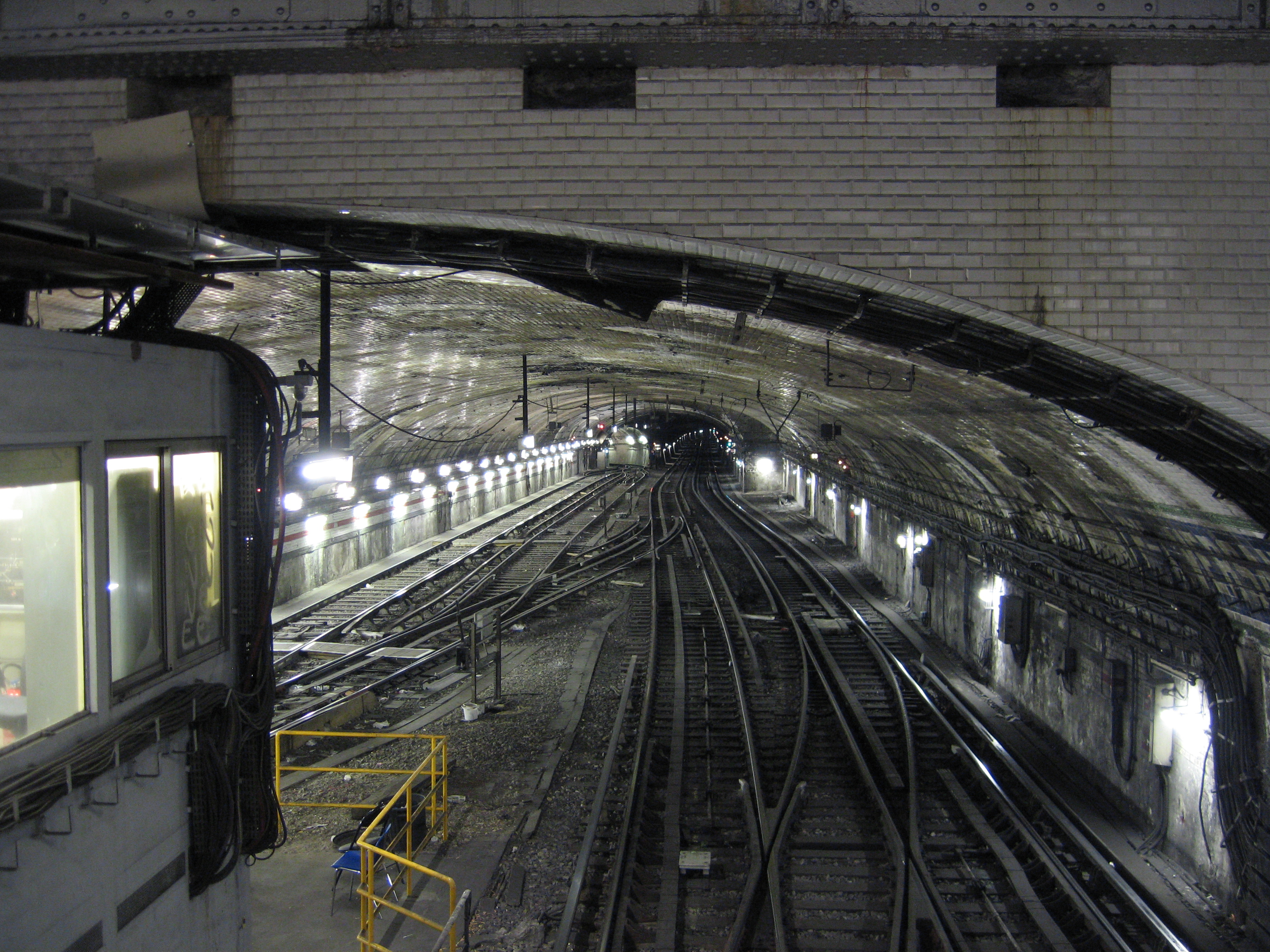
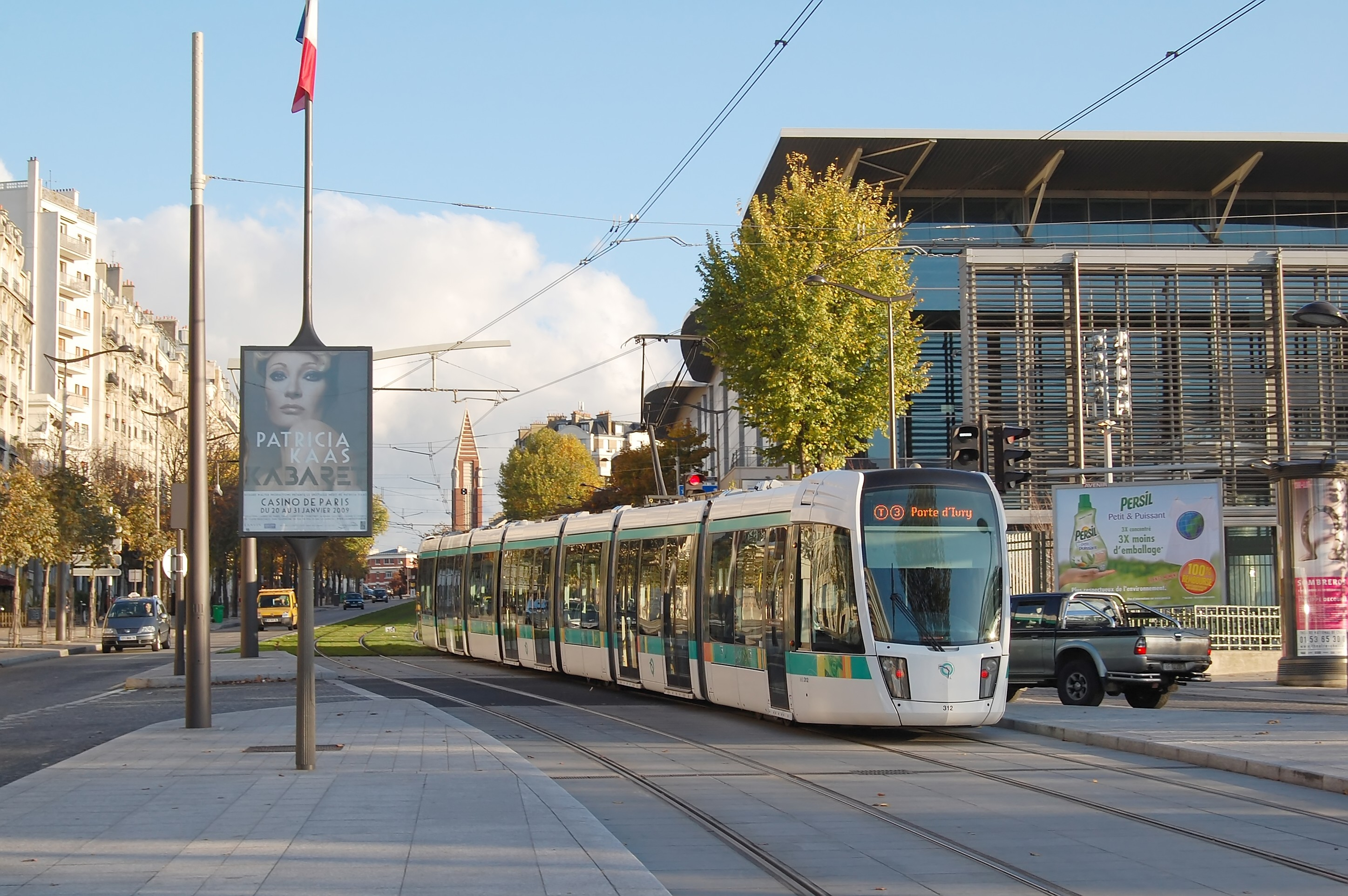
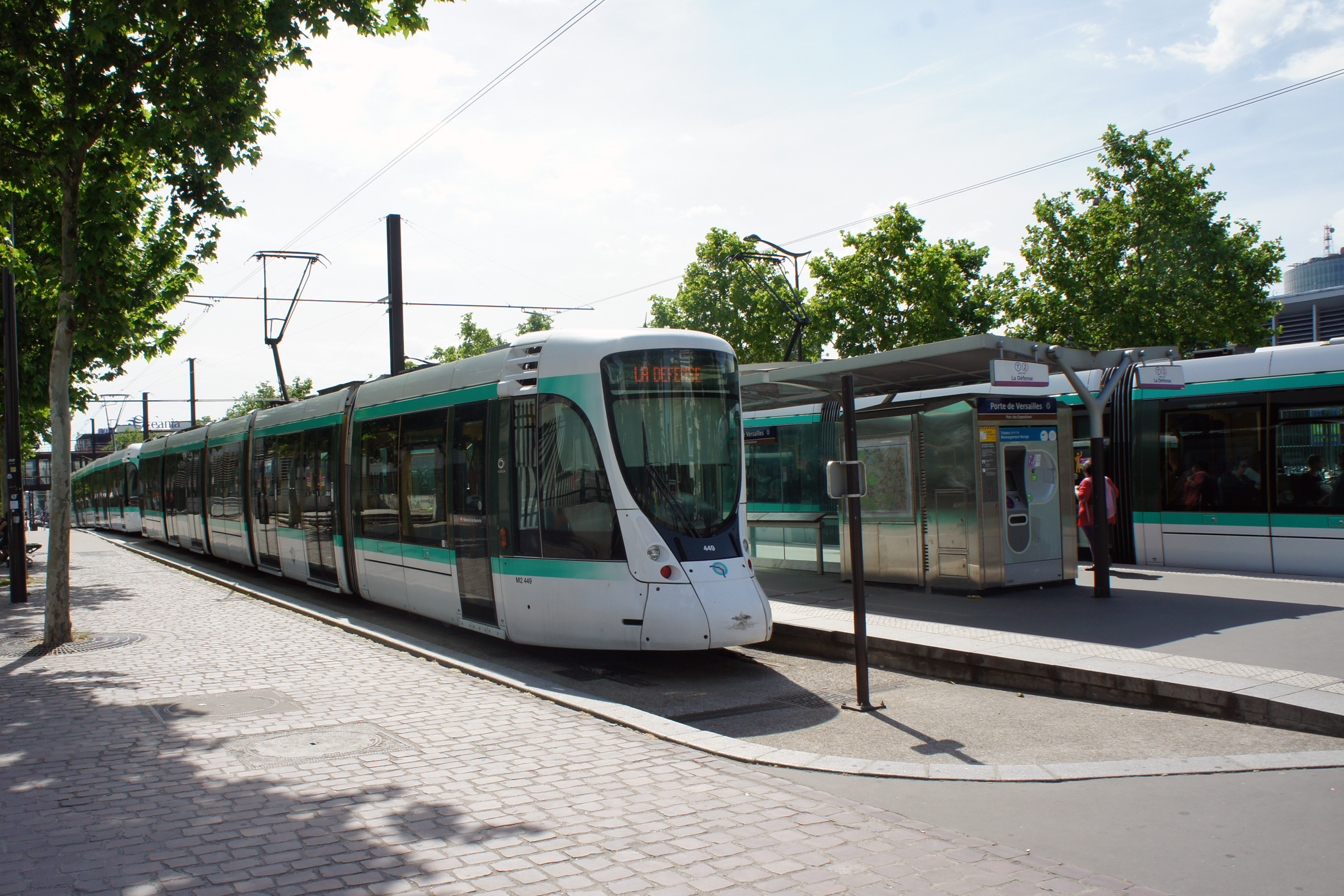
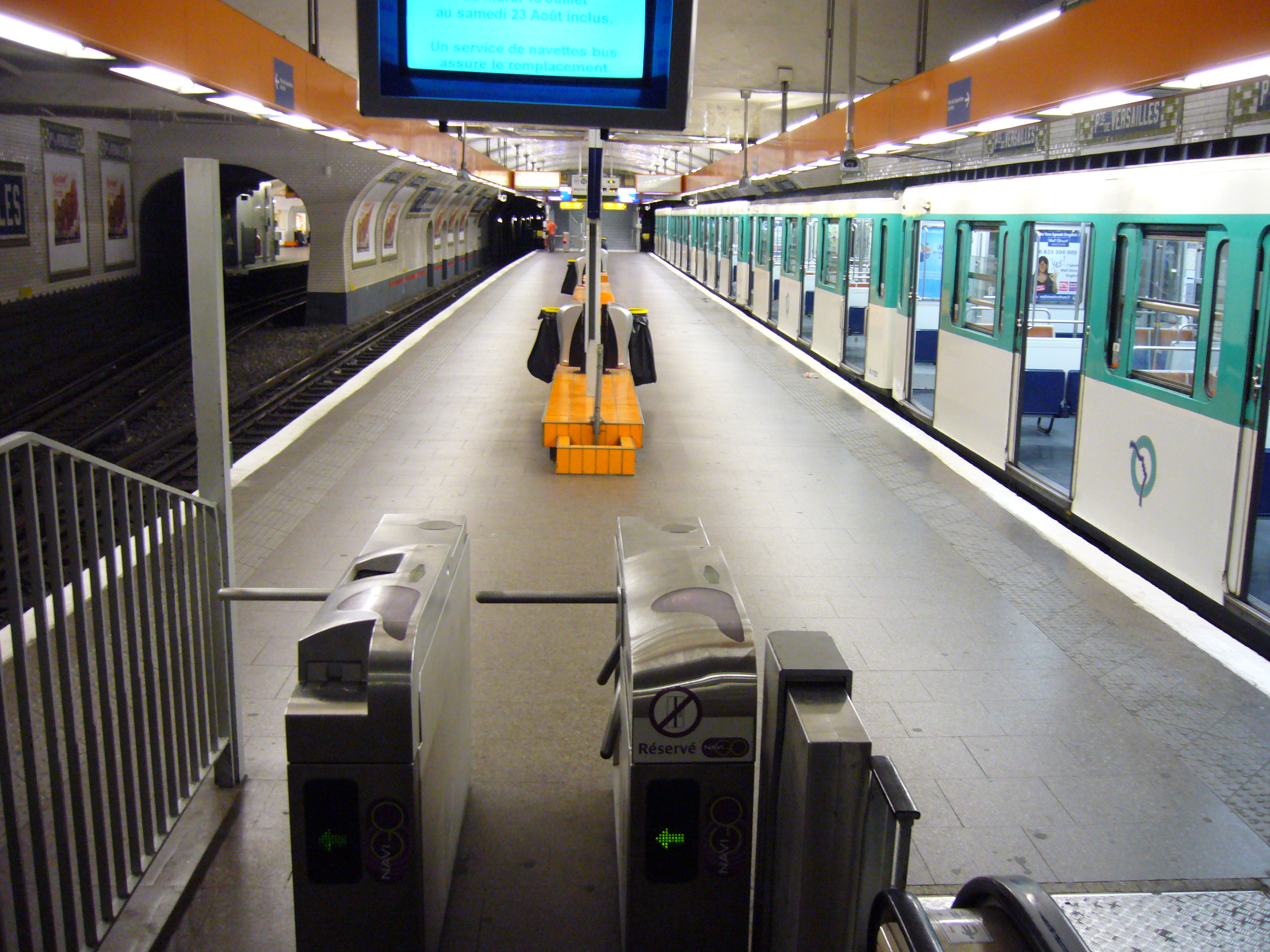